# بانوی جنگجو
بانوی جنگجو (انگلیسی: The Fighting Lady) فیلمی مستند به کارگردانی ادوارد جین استایکن و ویلیام وایلر است که در سال ۱۹۴۴ منتشر شد. از بازیگران آن می‌توان به رابرت تیلور اشاره کرد. این فیلم در مورد خدمه ناو «بانوی جنگجو» است که بعدها یواس‌اس یورک‌تون خوانده شد.